# کاترین جنکینز
کاترین جنکینز (انگلیسی: Katherine Jenkins؛ زاده ۲۹ ژوئن ۱۹۸۰) یک موسیقی‌دان است. وی از سال ۱۹۹۸ میلادی تاکنون مشغول فعالیت بوده‌است.